# Acrotomodes chiriquensis
Acrotomodes chiriquensis är en fjärilsart som beskrevs av William Schaus 1901. Acrotomodes chiriquensis ingår i släktet Acrotomodes och familjen mätare. Inga underarter finns listade i Catalogue of Life.